# 62 Virginis
62 Virginis är en orange jätte i Jungfruns stjärnbild.
Stjärnan har visuell magnitud +6,73 och kräver fältkikare för att kunna observeras. Den befinner sig på ett avstånd av ungefär 490 ljusår.